# Graciela Larios Rivas
Graciela Larios Rivas es una política mexicana miembro del Partido Revolucionario Institucional. Nació el 10 de febrero de 1950. Ingresó al PRI en 1968. Fue Subsecretaria de Acción Electoral del Comité Ejecutivo Nacional del PRI de 1982 a 1985 y coordinadora del Sector Obrero en el CDE del PRI. En 2002 fue consejera Política Nacional del PRI y de 1979 a 1996 fue Secretaria General de la Unión de Empleados de Comercio y Similares del Estado de Colima. En 1988 fue elegida secretaria general de la Federación de Trabajadores del Estado de Colima, CTM y desde 1998 es secretaria general sustituta del Comité Nacional de la CTM. De 1982 a 1985 fue diputada local suplente por el II Distrito Electoral del Estado de Colima, e inclusive, diputada local por el V Distrito Electoral a la XLVIII Legislatura del Estado de Colima. Fue elegida senadora de la República a la LIV Legislatura del Congreso de la Unión de México por Colima y diputada federal por el II Distrito Electoral Federal de Colima a la LV Legislatura. De igual forma, fue senadora de la República de 1994 a 2000.

## Reconocimientos
- Medalla de Honor “Rosendo Salazar” al Mérito Sindicalista (24 de febrero de 1997) de la Confederación de Trabajadores de México.
- Presea “Concepción Barbosa de Anguiano” al mérito ejemplar como mujer destacada colimense (marzo de 2009) de Congreso del Estado de Colima.